# NASSCOM
NASSCOM（ナスコム）はNational Association of Software and Services Companies（全国ソフトウェア・サービス企業協会）の略で、インドの主要IT関連企業が加盟している団体である。1988年にムンバイで設立されて、現在1200社が加盟している。 
これら企業の多くは外国からのITアウトソーシング（ITO）、BPアウトソーシング（BPO）の外注を受けるのを主な業務としている。最近日本への進出も著しいインドIT企業、Wipro、TCS、Infosys、Mahindra Satyamなども加盟している。 